# Nicklas Heinerö
Nicklas Heinerö, född 2 mars 1992, är en svensk professionell ishockeyspelare som spelar för Mora IK.